# Culemborg
Culemborg (anhörenⓘ; früher auch Kuilenborg oder Kuylenburgh genannt) ist eine Stadt und Gemeinde der niederländischen Provinz Gelderland.

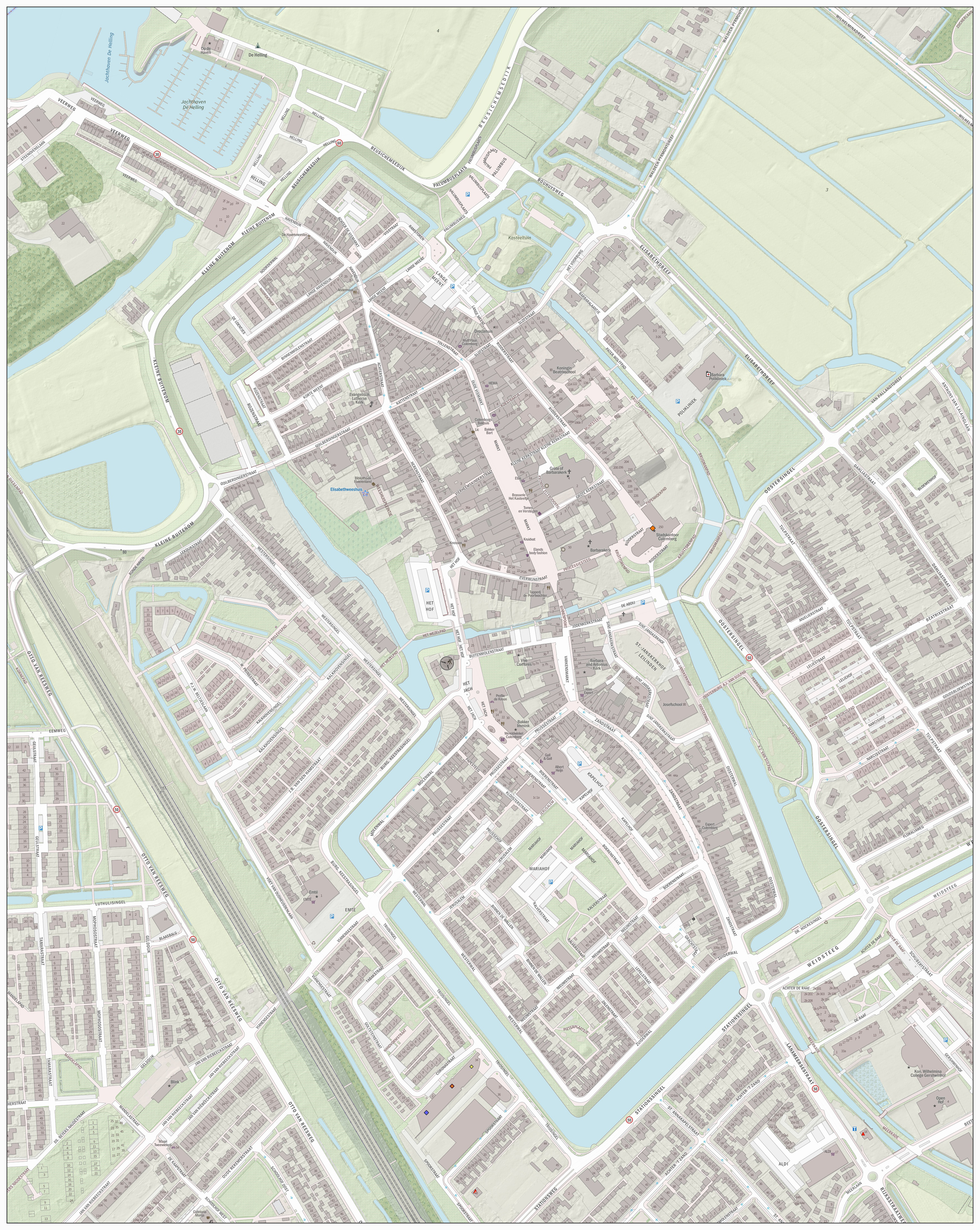
Stadtkern von Culemborg

## Lage und Wirtschaft
Die Stadt liegt im äußersten Westen der Provinz, am Fluss Lek und an den Auto- und Eisenbahnen zwischen Utrecht und ’s-Hertogenbosch. Die Eisenbahnbrücke Culemborg  der Bahnstrecke Utrecht–Boxtel überquert hier den Fluss Lek.
Culemborg hat eine wichtige Funktion in der Dienstleistung: es ist Sitz des Centraal Boekhuis (Zentralbücherhaus). Dieses sehr große Verteilungs- und Logistikunternehmen, das jedoch die Rechtsform einer gemeinnützigen Stiftung hat, hat das nahezu vollständige Monopol der Verteilung von Büchern im niederländischen Sprachraum (also auch in Belgien), und verwaltet auch die Internationalen Standardbuchnummern (ISBN) für Bücher in niederländischer Sprache.
In der Stadt stehen auch einige bedeutende Fabriken, die Metallwaren, Backsteine und Möbel erzeugen. Für die Wirtschaft ist auch der Tourismus nicht unbedeutend.

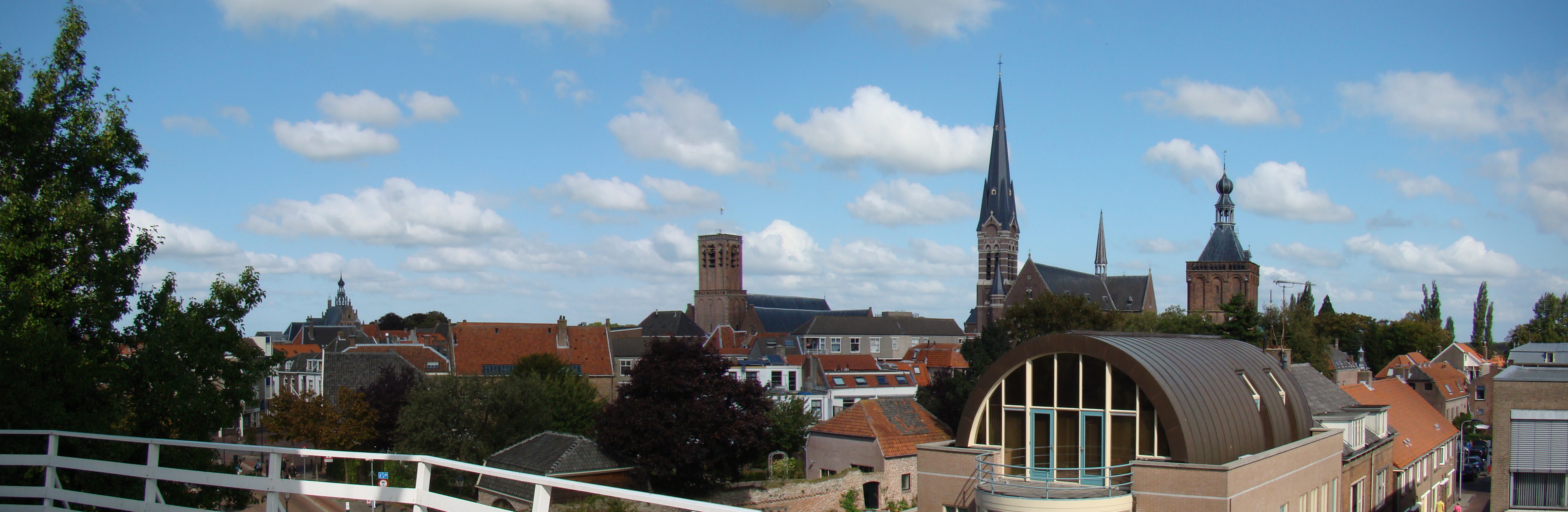
Stadtsilhouette von Culemborg

## Geschichte
Culemborg entstand im 12. Jahrhundert als Dorf auf einer Düne am Südufer des Lek. Der günstig gelegene Ort entwickelte sich zur Stadt und freien Herrlichkeit. Ein Herr Jan (Johann) van Bosichem (wohl: Beusichem) gewährte Culemborg am 6. Dezember 1318 das Stadtrecht. Culemborg wurde eine Freistadt. Das bedeutete, dass Menschen, die anderenorts verfolgt wurden, in Culemborg Asyl bekommen konnten, obwohl man sich davor hütete, die Stadt zum Zufluchtsort von Kriminellen werden zu lassen. Trotzdem hatte Culemborg den Ruf, dass Schuldner, ja sogar Bankrotteure dort weiterleben konnten, ohne von ihren Gläubigern verfolgt oder gehindert zu werden.
Im 14. Jahrhundert ließ der damalige Herr von Culemborg ein Schloss erbauen. Es wurde 1672 von französischen Truppen zerstört. Die Erbin Anna von Culemborg heiratete 1495 Jan von Pallandt und brachte die Herrschaft Culemborg an diese Familie. Kaiser Karl V. erhob Culemborg um 1520 zur Grafschaft. Der Sohn Gerard (Everhard) van Pallandt war Drost des Landes von Valkenburg und Herr von Wittem. Im frühen 16. Jahrhundert hatte Culemborg eine Herrin Elisabeth, der die Stadt ihr schönes Rathaus und (aus ihrer Erbschaft) ein Waisenhaus verdankt. Dessen Sohn Floris van Pallandt (1539–1598), Graf von Culemborg, Herr von Wittem, Wildenburg, Lienden, Maurik, Kintzweiler und Ommeren war ein Calvinist, der 1566 im Schloss als Erster in den Niederlanden einen nichtkatholischen Gottesdienst genehmigte. Er wurde zum Weggefährten Wilhelms von Oranien, welcher bei seinem ersten Einmarsch während des Niederländischen Aufstandes eine Weile in dessen Herrschaft Wittem westlich von Aachen verbrachte. Auf Grund dessen wurden Floris' Besitzungen in den damals noch spanischen Niederlanden von den Behörden konfisziert.
Im Jahr 1619 wurde in der Stadt Jan van Riebeeck, der Gründer der Kapkolonie in Südafrika, geboren. Die Grafschaft kam 1639 an das Adelsgeschlecht Waldeck-Pyrmont, 1714 an das Haus Sachsen-Hildburghausen und 1748 durch Kauf an das Herzogtum Geldern. Es wurde 1798 an die Niederlande angegliedert. Seitdem hat das niederländische Königshaus das Recht auf den Titel des Grafen von Culemborg. König Willem-Alexander ist jetzt also auch Graf von Culemborg.
Das 19. Jahrhundert brachte der Stadt wirtschaftliches Wachstum durch den Anschluss an das Eisenbahnnetz und die Ansiedlung von Zigarren- und Möbelfabriken, und später, 1926, des „Centraal Boekhuis“. Culemborg gehört zu den Orten, die 1995 für kurze Zeit wegen der Drohung einer großen Überschwemmung der Flüsse evakuiert werden mussten.
Am 14. Februar 1991 explodierte ein Lager für Feuerwerk nahe der Stadt. Zwei Menschen verloren dabei ihr Leben, sechs wurden schwer verletzt. Die Sachschäden wurden auf mehr als 50 Millionen Niederländische Gulden geschätzt (etwa 25 Millionen €).

## Politik

### Sitzverteilung im Gemeinderat
Der Gemeinderat wird seit 1982 folgendermaßen gebildet:
| Partei             | Sitze | Sitze | Sitze | Sitze | Sitze | Sitze | Sitze | Sitze | Sitze | Sitze | Sitze |
| Partei             | 1982  | 1986  | 1990  | 1994  | 1998  | 2002  | 2006  | 2010  | 2014  | 2018  | 2022  |
| ------------------ | ----- | ----- | ----- | ----- | ----- | ----- | ----- | ----- | ----- | ----- | ----- |
| Culemborg van Nu   | –     | –     | –     | –     | –     | –     | –     | –     | –     | 3     | 5     |
| GroenLinks         | –     | –     | –     | –     | –     | 2     | 2     | 3     | 2     | 4     | 5     |
| VVD                | 4     | 3     | 3     | 4     | 5     | 6     | 5     | 7     | 5     | 4     | 4     |
| D66                | 1     | 1     | 2     | 3     | 1     | 1     | 1     | 3     | 4     | 3     | 2     |
| ChristenUnie       | –     | –     | –     | –     | –     | –     | –     | 1     | 3     | 2     | 1     |
| PvdA               | 6     | 7     | 6     | 5     | 5     | 4     | 5     | 3     | 2     | 1     | 1     |
| PvdD               | –     | –     | –     | –     | –     | –     | –     | –     | –     | –     | 1     |
| CulemborgsBelang   | –     | –     | –     | –     | –     | –     | –     | –     | –     | –     | 1     |
| CDA                | 5     | 7     | 6     | 4     | 4     | 4     | 3     | 2     | 2     | 2     | 1     |
| SP                 | 0     | 1     | 2     | 3     | 4     | 4     | 5     | 2     | 2     | 1     | 0     |
| Lijst El Boustati  | –     | –     | –     | –     | –     | –     | –     | –     | –     | 1     | –     |
| Lijst Irman        | –     | –     | –     | –     | –     | –     | –     | –     | –     | 0     | –     |
| Culemborg Centraal | –     | –     | –     | –     | –     | –     | –     | –     | 1     | –     | –     |
| RPF                | 0     | –     | –     | 0     | –     | –     | –     | –     | –     | –     | –     |
| SGP                | 0     | 0     | –     | –     | –     | –     | –     | –     | –     | –     | –     |
| GPV                | 0     | –     | –     | –     | –     | –     | –     | –     | –     | –     |       |
| Links Culemborg    | –     | 0     | –     | –     | –     | –     | –     | –     | –     | –     | –     |
| PPR                | 1     | –     | –     | –     | –     | –     | –     | –     | –     | –     | –     |
| PSP                | 0     | –     | –     | –     | –     | –     | –     | –     | –     | –     | –     |
| CPN                | 0     | –     | –     | –     | –     | –     | –     | –     | –     | –     | –     |
| Gesamt             | 17    | 19    | 19    | 19    | 19    | 21    | 21    | 21    | 21    | 21    | 21    |

### Bürgermeister
Seit dem 1. Mai 2025 ist Gerard Renkema (CDA) kommissarischer Bürgermeister der Gemeinde. Zu seinem Kollegium zählen die Beigeordneten Monica Wichgers (Culemborg van Nu), Mischa Peters (GroenLinks), Daphne Bijvoet (D66) sowie der Gemeindesekretär Evert Jan Kruijswijk Jansen.

### Städtepartnerschaften
- Villiersdorp, Südafrika

### Wappen
Blasonierung: „In Gold drei rote Maueranker (2/1).“

## Sehenswürdigkeiten
Das ganze Stadtbild macht Culemborg mit seinen alten Häusern einen Tagesausflug wert. Herausragende Monumente sind:
- das 1533 vom flämischen Architekten Rombout Keldermans errichtete Rathaus, jetzt Ausstellungs- und Festgebäude;
- die spätgotische St.-Barbara-Kirche;
- das Elisabeth-Waisenhaus (1560), jetzt Heimatmuseum;
- das östliche Stadttor Binnenpoort oder Lanxmeerpoort (1557 erbaut).
- Ehemalige Synagoge

Die Fundamente des ehemaligen Schlosses sind in einer Parkanlage konserviert worden.
Die Stadt hat am Lek einen Jachthafen.
Westlich des Ortes liegt der Bunker 599, eine Installation aus einem durchgesägten Bunker von 1940.

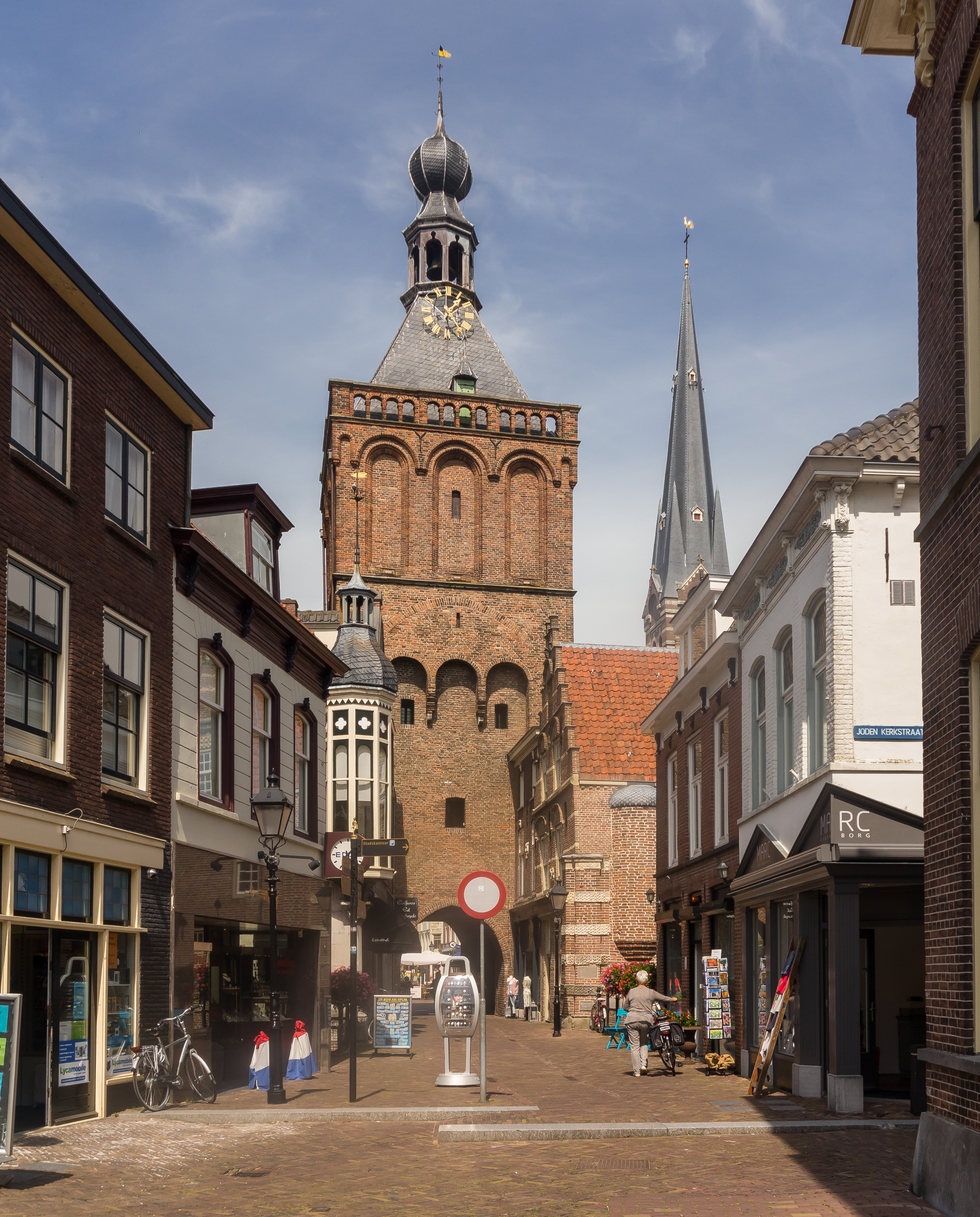
Tor: de Binnenpoort oder Lanxmerpoort
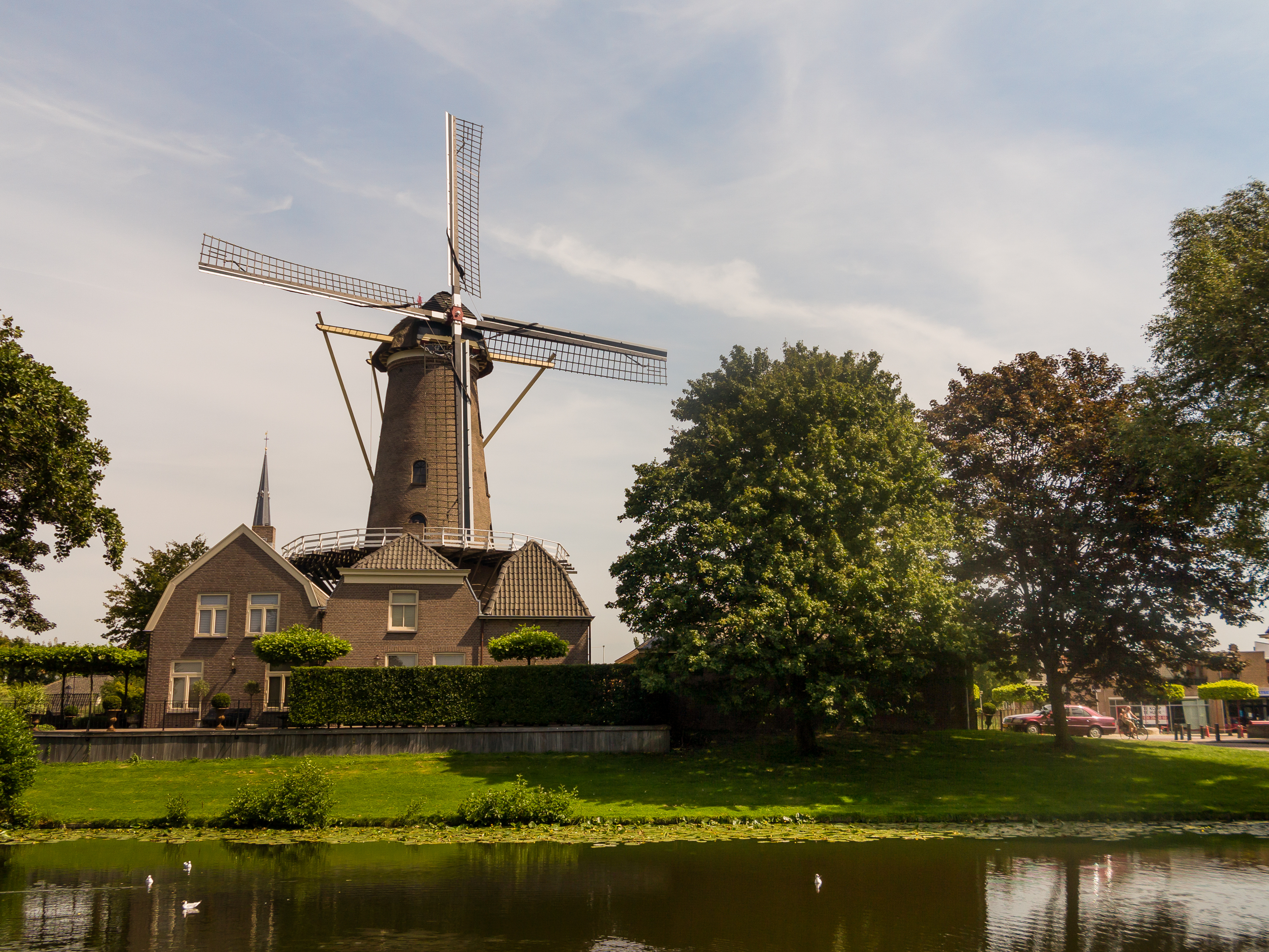
Mühle: molen de Hoop

## Söhne und Töchter der Stadt
- Margje Blitterswijk (1918–2013), Textilkünstlerin und Galeristin
- Mike Collard (* 2003), niederländischer Eishockeyspieler
- Wilhelmina Cooper (1939–1980), Model und Gründerin einer Modelagentur
- Antonio van Diemen (1593–1645), Generalgouverneur von Niederländisch-Ostindien
- Michiel Elijzen (* 1982), Radrennfahrer
- Otto van Rees (1823–1892), Kolonialbeamter und Politiker
- Jan van Riebeeck (1619–1677), niederländischer Schiffsarzt, Kaufmann und Kolonieverwalter
- Martijn Vink (* 1974), Jazzmusiker
- Xandra Velzeboer (* 2001), Shorttrackerin
- Amalia Katharina von Waldeck-Eisenberg, verheiratete Gräfin von Erbach-Erbach (1640–1697), Liederdichterin des Pietismus

## Trivia
Der Meister des Zweder van Culemborg war ein namentlich noch nicht bestimmbarer Miniaturenmaler, der im 15. Jahrhundert ein Meßbuch für Zweder van Culemborg, den aus Culemborg stammenden gewählten Bischof von Utrecht, gemalt hat und nach diesem Werk seinen Notnamen erhielt.